# 僕の血を吸わないで
『僕の血を吸わないで』（ぼくのちをすわないで）は、阿智太郎による日本のライトノベル。イラストおよび漫画版作画は宮須弥が担当。電撃文庫（メディアワークス）より1998年2月から1999年7月まで刊行された。第4回電撃ゲーム小説大賞銀賞受賞作。

## ストーリー
能天気でお人よしな森写歩朗と、美少女吸血鬼のジルを主人公とするコメディ。
ある日、高校3年生の花丸森写歩朗の部屋に少女が文字通り『飛び込んで』くる。その少女は、突然森写歩朗にキスをするかと思いきや、ぶつかった拍子に流した血（鼻血）を吸い始めた。実は彼女は吸血鬼だったのだ。
吸血鬼ハンターに追われ、父親や姉とも離れ離れになって、行くところがないというジルに、森写歩朗は同居を申し出る。森写歩朗の父親も「息子の婚約者だな」と勝手に一人合点して大賛成。この奇妙な同居生活を始めるにあたって、森写歩朗がジルに出した条件は一つだけ。「僕の血を吸わないで」だった。
花丸家に住居を定めたジルを狙い、様々な吸血鬼ハンターたちがやってくるが、誰も彼もどこか間が抜けた連中ばかり。近所の人々を巻き込んだドタバタを繰り返しつつ、二人はどうにかハンターを撃退していく。

## 登場人物

### 花丸家
花丸 森写歩朗（はなまる しんじゃぶろう）
本作の主人公。長野県の飯波高校に通う3年生。のほほんとしたお人好しな性格で、非常に楽観的。女性の体に免疫がなく、ジルや倉地の胸を見ただけで大量の鼻血を出してしまう。学年一二を争うほどの劣等生で、筋金入りのお人好しで、筋金入りの馬鹿で、筋金入りの高所恐怖症。演劇部所属。父親が女遊びの末に作った子供で、家の前に手紙と共に捨てられていたため、母親はわからない。
パテキュラリー・ジルコニア・ブロード
本作のヒロインである吸血鬼。通称ジル。吸血鬼撲滅を狙う組織「ブラックウイナー」に命を狙われているときに、森写歩朗に助けられ、その優しさに惹かれて、彼を吸血鬼にしようとする。グルメで、基本的に若い処女の血しか飲まない。苦手なものはピーマン。外見は16歳前後の少女だが、実年齢は約180歳（5巻のみ168歳と表記）。
サファイア
ジルの姉（同じ吸血鬼に血を吸われた）。見た目はお子様だが、人間だったのは「ダヴィンチが絵を描いていた時代」という、ジルの倍以上の年月を生きている。通称サフィー。ブラックウィナーに捕らえられて心臓に爆弾を埋め込まれ、妹であるジルの抹殺を命じられた。しかし、ブラックウィナーを欺き、ジルは死んだと思い込ませることに成功。用済みになったために爆弾のスイッチを押されるが、森写歩朗の活躍により生き長らえ、ジルたちと一緒に暮らすことに。ジルからは偏食家といわれて、基本的に美少年の血しか飲まない。苦手なものはマツタケ。森写歩朗のことは「トナ」と呼ぶ。ジルのことは「コニー」と呼ぶが、4巻のみ「ジル」と呼んでいる。普段は猫をかぶっており、「～でしゅ」と赤ちゃん言葉で喋るが、ひとたび仮面を脱ぎ捨てれば、老獪かつ狡猾な面を覗かせる。
花丸 辰太郎（はなまる たつたろう）
森写歩朗の父親。ツアーコンダクターをしており、しょっちゅう海外に行くため家にはほとんどいない。豪快かつ大雑把な性格で、ジルが転がり込んできた時も平然と受け入れる度量の持ち主。地上八階の窓から帰宅したり、ソファの下に銃器を隠しているなど、奇行と謎の多い人物。なお、一部の巻で「はなむらたつたろう」、「しんたろう」などとルビが振られていることがあるが、これは間違い。

### 飯波高校
倉地 香（くらち かおり）
森写歩朗の同級生で演劇部の部長（のちに引退）。抜群の容姿とプロポーションの持ち主で、学内にはファンクラブまであるほど。本人もそれを自覚しており、プライドが非常に高い。一向に自分になびかない森写歩朗に自分の魅力をわからせるためだけに、演劇部に入部し、毎日新しい服で彼にアピールしている。そのせいで森写歩朗はファンクラブの会員から目の敵にされている（実際殺されかけている）。森写歩朗のことは「トーマス」と呼ぶ。
三石 秋子（みついし あきこ）
演劇部員（のちに部長）の高校2年生。オカルトマニアで変わったものに対する興味が人一倍ある。1巻では「眼鏡の娘」と書かれているが、イラストには眼鏡をかけている絵はまったくない（『僕にお月様を見せないで』に登場する妹は眼鏡をかけている）。
西尾克起（にしお　かつおき）
森写歩朗の悪友で合唱部員。大声で様々な被害を出しているが音痴ではなく音大に一芸入試で合格した。

### ブラックウイナー
クラレンス（クラレンス=レンバチュウーノ サカッチナイト カイタンホース コピマイ チラククルス アゲンスト）
「ブラックウイナー」のエージェント。普段はシスターの姿で行動している。実は彼女自身も吸血鬼であり、800年以上も生きているため、力はジルをはるかに上回る。心臓に爆弾を埋め込まれ、自らの命を人質に取られたことで、ブラックウィナーに協力を余儀なくされていた。すったもんだの末にブラックウィナーから脱退することに成功し、追っ手から逃れるために姿を消すが、最終巻にて再登場を果たし、森写歩朗の父親と恋仲となる。
ミルカ・ベル・モンドー
「ブラックウイナー」のエージェント。日本愛好者で日本刀を武器にしている。父親が1563人もの吸血鬼を滅した凄腕の狩人で一族に伝わる超能力で武器から衝撃波を出すことができる。脱サラして仕事を探していたところを素質に目をつけたドクター・アラキにスカウトされ日本にやってくる。ひょんなことから花丸家に居候することになり、 からジルが危険ではないことを説明されてブラックウィナーから脱退する。その後は板前修業をしつつ森写歩朗達のサポートを行う。誰かに中村主水が同じ一族だと言われ、現在まで信じている。「僕にお月様を見せないで」では彼が経営している店の名前が出てくる。
ドクター・アラキ
ブラックウイナーの局長。見た目は老齢の男性。吸血鬼を人類滅亡の引金になりかねないとして危険視しており、全ての吸血鬼を滅ぼすべきと考えている過激派。一人の吸血鬼を始末するために町を一つ巻き込むことさえ躊躇わない非情な性格だが、クラレンスに埋め込んだ爆弾の電池交換を忘れていたりするなど、けっこう抜けている。実は長い年月を生き延びた吸血鬼で最終巻ではその正体が判明し、本作最後の敵として立ちはだかる。生命活動に必要な量の血しか摂取していなかったため、老人の姿だったが最終巻では大量の血を吸い若返っていた。サフィー、モンドー、漆野を倒し、ジルを追い詰めるも吸血鬼として復活した森写歩朗に倒された。
スッグルナック
ブラックウイナーの局長秘書。元は医者で、吸血鬼の心臓に爆弾を埋めこむ作業などを任されている。ブラックウイナーの仕事に疑問を感じており、常に辞表を持ち歩いている。
マイブ
「ブラックウイナー」のエージェント。ウォークマンから流れる音楽を聞かせることで相手の記憶を消すことができる。実はロボットでロケットパンチや機関銃を装備している。

### その他
漆野　百太郎（うるしの ひゃくたろう）
千葉県警の刑事。「千葉県警で最も棺桶と懲戒免職に近いと噂され」気に入らないことがあると「蚊がいた」と言って拳銃を乱射する。「盗み聞きと拾い食いが一番嫌いな犯罪」らしい。本作の4年後の時間軸に当たる「僕にお月様を見せないで」では倉地香と知り合いであるが、本作では彼女との会話は無い。
ダビンチルド
クォース製薬研究所の所長。吸血鬼の再生能力を抑える「聖水」やウイルスを駆逐して吸血鬼を人間にもどす「ニンゲンニナール」の開発者。アラキとは旧知の仲。
フロイデッド・アブソリュート・アンキュサス・ブロード
ジルとサフィーの父親に当たる吸血鬼。通称フロイ。本作開始時点でモンドーの父によって死んだとされていたが、最終巻にて登場。本人は「しぶとく生き延びてしまった」と言っているが、実際は多少異なる様子。苦手なものはタマネギ。アラキとは旧知の仲。

## 既刊一覧

### 小説
- 阿智太郎（著）・宮須弥（イラスト）、メディアワークス〈電撃文庫〉、全5巻
  - 『僕の血を吸わないで』1998年2月10日発売[3]、ISBN 4-8402-0807-7
  - 『僕の血を吸わないで（2） ピーマン戦争』1998年8月10日発売[4]、ISBN 4-8402-0942-1
  - 『僕の血を吸わないで（3） ドッキンドッキ大作戦』1998年12月10日発売[5]、ISBN 4-8402-1034-9
  - 『僕の血を吸わないで（4） しとしとぴっちゃん』1999年2月10日発売[6]、ISBN 4-8402-1087-X
  - 『僕の血を吸わないで（5） アクシデントはマキシマム』1999年7月10日発売[7]、ISBN 4-8402-1238-4

### 漫画
- 宮須弥 『僕の血を吸わないで コミックアンソロジー』 メディアワークス〈電撃コミックス〉、2000年5月27日発売[8]、ISBN 4-8402-1578-2
- 阿智太郎（原作）・宮須弥（作画） 『僕の血を吸わないで ザ・コミック』 メディアワークス〈電撃文庫〉、2002年5月10日発売[9]、ISBN 4-8402-2094-8